# الجاندرو کورن، بوئنوس آیرس

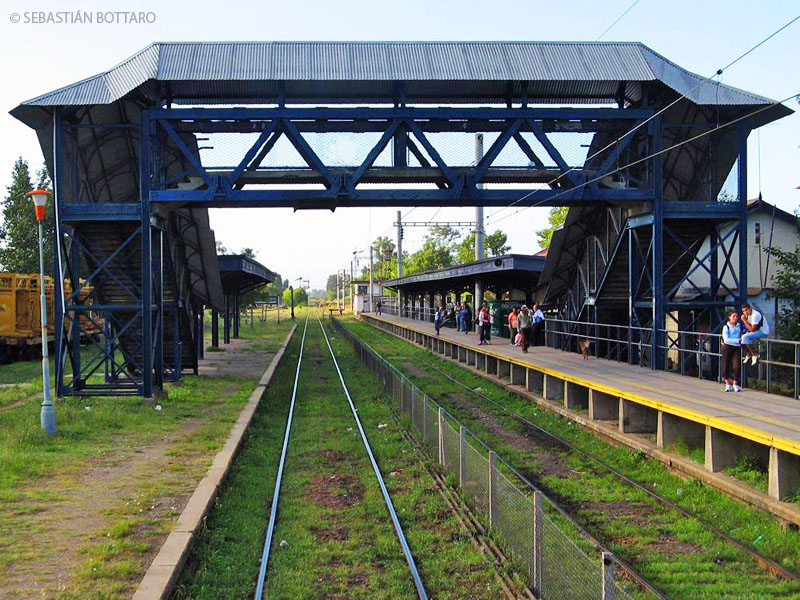
الجاندرو کورن، بوئناس ایرس

الجاندرو کورن، بوئناس ایرس (به اسپانیایی: Alejandro Korn, Buenos Aires) یک منطقهٔ مسکونی در آرژانتین است که در San Vicente Partido واقع شده‌است.

## خصوصیات
الجاندرو کورن ۲۱٬۴۰۷ نفر جمعیت دارد و ۲۲ متر بالاتر از سطح دریا واقع شده‌است.